# Corporación Estatal de Radio y Televisión
CERTV (Corporación Estatal de Radio y Televisión es una organización pública de radio y televisión que opera desde Santo Domingo, República Dominicana.

## Historia
RTVD fue fundada el 1 de agosto de 1942, en el municipio de Bonao, bajo el nombre de "La Voz de Yuna" por José Arismendy Trujillo Molina, hermano del entonces dictador Rafael L. Trujillo. En 1946, la institución se traslada a Santo Domingo, donde actualmente se encuentra su sede.                                                 El canal se emitió por primera vez el 1 de agosto de 1952 con el nombre de "La Voz Dominicana". Este fue el primer transmisor de televisión de este tipo en el país y el tercero en América Latina , después de México y Cuba.  Fue una combinación de radio y televisión que transmitió programación en vivo durante seis horas. Romance Campesino fue una de las primeras series de televisión y radio que se emitió desde la estación. Además de proporcionar entretenimiento e información, este medio sirvió al gobierno para comunicar propaganda favorable para el régimen de Trujillo.
En 1963 esta entidad pasó a denominarse "Radio Santo Domingo Televisión". Durante la década de 1970, el canal pasó a llamarse oficialmente Radio Televisión Dominicana (RTVD), un título que persistió durante varias décadas. Tras la unificación de frecuencia de 1996, la entidad emite en todo el país por el Canal 4 RD. Anteriormente, el canal 4 se transmitía en Santo Domingo y la zona sur, el canal 5 en la región norte y el canal 12 en el suroeste.                        El 29 de julio de 2003, su nombre fue cambiado nuevamente a Corporación Estatal de Radio y Televisión (CERTV) por medio de un decreto nacional que lo transformó en una empresa pública sostenida y operada por el Gobierno dominicano.

## Objetivo y funciones
De acuerdo con el artículo 4 de la ley 134-03, CERTV tiene un objetivo general de gestionar y ejecutar las telecomunicaciones públicas para el transporte y la difusión de señales de televisión en VHF ( frecuencia muy alta ) y UHF ( frecuencia ultra alta ) y Sistemas de televisión por cable coaxial , equivalentes a las redes públicas de transmisión de onda media y corta y frecuencia modulada para la transmisión y transmisión de programas de radio y televisión , así como la transmisión y transmisión de estos programas por otros tipos de medios que existen o podrían existir en el futuro.

## Radio
Estas son las 4 radios que administra CERTV
| Logo | Radio                | Programación                          | Emisora                                                                                              |
| ---- | -------------------- | ------------------------------------- | --- |
|      | Dominicana FM        | Generalista, información y miscelánea | 98.9 zonas metropolitana, Región Sur y Región Este y 99.9 FM Región Cibao y 99.5 Región Sur profundo |
|      | Quisqueya FM         | Cultural y musical                    | 96.1 FM para Zona metropolitana. Región Sur y Región Este y 98.5 FM Región Cibao                     |
|      | Radio Santo Domingo  | Musical                               | 620 AM Zona metropolitana, Sur y Este y 640AM Region Cibao Zona Norte                                |
|      | EDUMAS RADIO         | Educativo                             | 95.3 SD y Región Sur y Región Este 106.5 Región Cibao                                                |
|      | La Voz Fuerza Armada | Generalista, información y miscelánea | 106.9 Fm Santo Domingo y Zona Metropolitana y 102.7 Fm Todo Interior el país                         |

## Televisión
Estas son las 3 televisoras que administra CERTV
| Logo | Televisión                | Programación                          | Canal                                                              |
| ---- | ------------------------- | ------------------------------------- | ------------------------------------------------------------------ |
|      | RTVD 4                    | Generalista, información y miscelánea | Canal 4 y Canal 12 Físico 4.1 TTD Virtual y Canal 17.4 TTD Virtual |
|      | Quisqueya televisión 17.1 | Cultural                              | Canal 17.1 TTD                                                     |
|      | EDUMAS TV 17.2            | Educativo                             | Canal 17.2 TTD                                                     |
|      | RTVD 4 Internacional      | Generalista, información y miscelánea |                                                                    |